# Segunda Categoría de Santo Domingo de los Tsáchilas 2016
El Campeonato Provincial de Segunda Categoría de Santo Domingo de los Tsáchilas 2016 es un torneo de fútbol en Ecuador en el cual compiten equipos de la Provincia de Santo Domingo de los Tsáchilas. El torneo es organizado por la Asociación de Fútbol No Amateur de Santo Domingo de los Tsáchilas (AFNATSA) y avalado por la Federación Ecuatoriana de Fútbol. El torneo empezará el 23 de abril de 2016 y finalizará en julio de 2016. Participarán 7 clubes de fútbol y entregará 2 cupos al Zonal de Ascenso de la Segunda Categoría 2016 por el ascenso a la Serie B.

## Sistema de campeonato
El sistema determinado por la Asociación de Fútbol No Amateur de Santo Domingo de los Tsáchilas fue el siguiente:
- Se jugará una etapa única con los 7 equipos establecidos, será todos contra todos ida y vuelta (14 fechas), en cada fecha un equipo tendrá descanso, al final los equipos que terminen en primer y segundo lugar clasificaran a los zonales  de Segunda Categoría 2016 como campeón y vicecampeón respectivamente.

## Equipos participantes
| Equipos participantes                             | Equipos participantes | Equipos participantes            |
| ------------------------------------------------- | --------------------- | -------------------------------- |
|                                                   |                       |                                  |
| Equipo                                            | Ciudad                | Estadio                          |
| Club Cultural y Deportivo Águilas                 | Santo Domingo         | Estadio Etho Vega                |
| Club Deportivo Colorados Jaipadida Sporting Club  | Santo Domingo         | Estadio Obando y Pacheco         |
| Club Deportivo Japan Auto                         | Santo Domingo         | Estadio Obando y Pacheco         |
| Club Deportivo Nacional                           | Santo Domingo         | Estadio Obando y Pacheco         |
| Club Deportivo Ramos y Ramos                      | Santo Domingo         | Estadio Obando y Pacheco         |
| Club Deportivo Especializado Formativo San Rafael | La Concordia          | Estadio Jorge Chiriboga Guerrero |
| Club Deportivo Talleres                           | Santo Domingo         | Estadio Obando y Pacheco         |

## Equipos por Cantón
| Cantón        | N.º | Equipos                                                                            |
| ------------- | --- | ---------------------------------------------------------------------------------- |
| Santo Domingo | 6   | - Águilas - Colorados Jaipadida - Japan Auto - Nacional - Ramos y Ramos - Talleres |
| La Concordia  | 1   | - San Rafael                                                                       |

## Clasificación
|  |    | Equipo         | PJ | PG | PE | PP | GF | GC | DG | PTS |
|  | -- | -------------- | -- | -- | -- | -- | -- | -- | -- | --- |
|  | 1. | Águilas        | 0  | 0  | 0  | 0  | 0  | 0  | 0  | 0   |
|  | 2. | Colorados S.C. | 0  | 0  | 0  | 0  | 0  | 0  | 0  | 0   |
|  | 3. | Ramos y Ramos  | 0  | 0  | 0  | 0  | 0  | 0  | 0  | 0   |
|  | 4. | Nacional       | 0  | 0  | 0  | 0  | 0  | 0  | 0  | 0   |
|  | 5. | San Rafael     | 0  | 0  | 0  | 0  | 0  | 0  | 0  | 0   |
|  | 6. | Talleres       | 0  | 0  | 0  | 0  | 0  | 0  | 0  | 0   |
|  | 7. | Japan Auto     | 0  | 0  | 0  | 0  | 0  | 0  | 0  | 0   |

|  | Campeón y clasificado a los zonales de Segunda Categoría 2016.     |
|  | Vicecampeón y clasificado a los zonales de Segunda Categoría 2016. |

## Evolución de la clasificación
| Equipo / Jornada | 01 | 02 | 03 | 04 | 05 | 06 | 07 | 08 | 09 | 10 | 11 | 12 | 13 | 14 |
| ---------------- | -- | -- | -- | -- | -- | -- | -- | -- | -- | -- | -- | -- | -- | -- |
| Águilas          |    |    |    |    |    |    |    |    |    |    |    |    |    |    |
| Colorados S.C.   |    |    |    |    |    |    |    |    |    |    |    |    |    |    |
| Ramos y Ramos    |    |    |    |    |    |    |    |    |    |    |    |    |    |    |
| Nacional         |    |    |    |    |    |    |    |    |    |    |    |    |    |    |
| San Rafael       |    |    |    |    |    |    |    |    |    |    |    |    |    |    |
| Talleres         |    |    |    |    |    |    |    |    |    |    |    |    |    |    |
| Japan Auto       |    |    |    |    |    |    |    |    |    |    |    |    |    |    |

## Resultados
|  | Talleres   | -       | Ramos y Ramos  |         |         |         |         |
|  | Japan Auto | -       | Colorados S.C. |         |         |         |         |
|  | Nacional   | -       | San Rafael     |         |         |         |         |
|  | Libre:     | Águilas | Águilas        | Águilas | Águilas | Águilas | Águilas |

|  |        | - |
|  |        | - |
|  |        | - |
|  | Libre: |   |

|  |        | - |
|  |        | - |
|  |        | - |
|  | Libre: |   |

|  |        | - |
|  |        | - |
|  |        | - |
|  | Libre: |   |

|  |        | - |
|  |        | - |
|  |        | - |
|  | Libre: |   |

|  |        | - |
|  |        | - |
|  |        | - |
|  | Libre: |   |

|  |        | - |
|  |        | - |
|  |        | - |
|  | Libre: |   |

|  |        | - |
|  |        | - |
|  |        | - |
|  | Libre: |   |

|  |        | - |
|  |        | - |
|  |        | - |
|  | Libre: |   |

|  |        | - |
|  |        | - |
|  |        | - |
|  | Libre: |   |

|  |        | - |
|  |        | - |
|  |        | - |
|  | Libre: |   |

|  |        | - |
|  |        | - |
|  |        | - |
|  | Libre: |   |

|  |        | - |
|  |        | - |
|  |        | - |
|  | Libre: |   |

|  |        | - |
|  |        | - |
|  |        | - |
|  | Libre: |   |

## Campeón
| Bandera de Ecuador                                                                                            |
| TBD ??? Título Clasifica a los zonales de la Segunda Categoría 2016 - También clasifica TBD como Vicecampeón. |